# Marià Mayral i Doz
Marià Mayral i Doz (Saragossa, 9 d'agost de 1878 - 27 de febrer de 1962) va ser un tenor i compositor de sardanes i música per a cobla.
Va fer els seus estudis inicials a Barbastre. Amb 9 anys va ingressar en la Escolania de la Catedral de Saragossa. En traslladar-se la família a Barcelona, va ingressar en la Escolania de la Catedral de Barcelona. Posteriorment va participar com a comprimari en representacions d'òpera. En 1944 fou anomenat mestre de capella de l'església de Sant Pere de les Puel·les.
Va ser el fundador de l'Orfeó Goya, que va dirigir fins a la seva mort. Havia dirigit abans diversos grups corals. Casat amb Rosario Vidal Doz, natural de Barbastre, fou pare del tenor barceloní Ricard Mayral i Vidal (1907-1975).

## Obres
- A Josep Maria Folch i Torres.
- Al mestre Millet.
- Camí del poble, estrenada a Barcelona l'any 1922, se li atorgà el premi de l'Orfeó Gracienc.
- Cortesia, estrenada l'any 1931.
- Dansa d'amor.
- El primer sospir.
- El rabadà, estrenada l'any 1928.
- El senyor Ramon.
- L'airet de la matinada, estrenada l'any 1926.
- Les trenes d'or, estrenada a Barcelona el 23 d'abril de 1923.
- Les veremadores, estrenada a Barcelona el 23 d'abril de 1922.
- Mentre llisca la nau, estrenada a Sant Feliu de Guíxols el 28 de juliol de 1929.
- Primavera i tardor.
- Primaveral, estrenada el 1948.